# Melanesobasis maculosa
Melanesobasis maculosa är en trollsländeart som beskrevs av Donnelly 1984. Melanesobasis maculosa ingår i släktet Melanesobasis och familjen dammflicksländor. IUCN kategoriserar arten globalt som otillräckligt studerad. Inga underarter finns listade i Catalogue of Life.